# Nyctophilus sherrini
Nyctophilus sherrini — вид ссавців родини лиликових. 

## Проживання, поведінка
Країни поширення: Австралія. Цей вид є ендеміком Тасманії. Це лісовий вид, ймовірно, обмежений низовинами. 

## Загрози та охорона
Розчищення лісу під плантації евкаліптів, сільське господарство та комерційні лісозаготівлі є основними загрозами. Цей вид зустрічається в ряді національних парків.